# Saint-Aubin-le-Guichard

Saint-Aubin-le-Guichard este o comună în departamentul Eure, Franța. În 1 ianuarie 2018 avea o populație de 297 de locuitori.